# Gheorghe Mosiu
Gheorghe Mosiu (n. 29 mai 1892 – d. 10 octombrie 1974) a fost un general român care a luptat în cel de-al Doilea Război Mondial.
A fost decorat la 4 august 1945 cu Ordinul Militar „Mihai Viteazul” cu spade, clasa III, „pentru curajul, devotamentul și priceperea depusă în conducerea trupelor de sub comanda sa, dând dovadă de bravură în luptele date contra inamicului pentru cucerirea Carpaților Albi. În luptele următoare dela Kiev, Kromerjij și Nord Brno, a continuat să conducă unitățile de sub comanda sa cu aceeași pricepere, contribuind astfel în mod hotărâtor la reușita operațiunilor”.
Generalul de brigadă Gheorghe Mosiu a fost trecut în cadrul disponibil la 9 august 1946, în baza legii nr. 433 din 1946, și apoi, din oficiu, în poziția de rezervă la 9 august 1947. În 1960, Gheorghe Mosiu a fost condamnat la 22 de ani de penitenciar și a fost eliberat în 1964.

## Decorații
- Ordinul „Steaua României” în gradul de ofițer (8 iunie 1940)[5]
- Ordinul „Mihai Viteazul” cu spade, cl. a III-a (4 august 1945)[2]

## Legături externe
- en  Generals.dk